# 志度内信号場

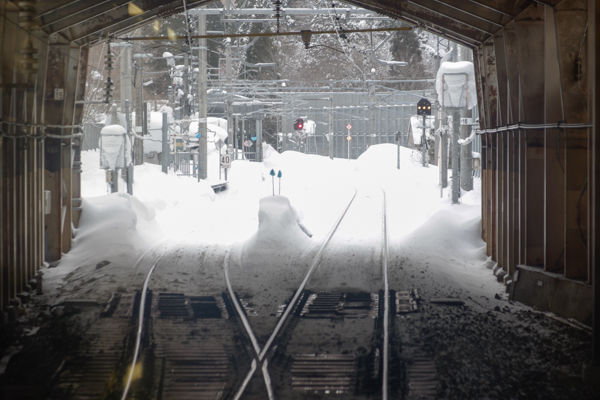
下り向き（車内より撮影）

志度内信号場（しどないしんごうじょう）は、秋田県仙北市田沢湖生保内字シトナイ沢にある、東日本旅客鉄道（JR東日本）田沢湖線の信号場である。
当信号場より大曲方面は秋田支社管轄である。

## 歴史
- 1966年（昭和41年）10月20日：国鉄田沢湖線赤渕駅 - 田沢湖駅間に新設[1]。
- 1987年（昭和62年）4月1日：国鉄分割民営化に伴い、JR東日本の信号場となる[1]。
- 1996年（平成8年）10月1日：管轄が盛岡支社から秋田支社へ変更[2]。

## 構造
赤渕駅より田沢湖駅方向へ約12.4km地点にある2線を有する信号場。第1志度内トンネル（県境の仙岩トンネルより2つ田沢湖寄りにあるトンネル）田沢湖側出口付近に設置されている。周辺は豪雪地帯であるため、分岐器はスノーシェルターで覆われている。
本信号場は秋田新幹線の一部であり、新幹線を高速通過させるため1線スルー配線となっている。また、ATS-P採用区間であるため、安全側線は省略されている。
通常時は上下列車交換に使用されるが、全国花火競技大会（大曲花火）開催時には、回送列車折返しが設定される場合がある。

構内配線図（A:田沢湖、B:赤渕）

## 周辺
山間部である。
- 国道46号（仙岩道路）
- 仙岩トンネル
- 生保内川
- シトナイ沢

## 交通手段
田沢湖駅より国道46号を東方へ行き、仙岩情報ステーション前より旧国道を経由し林道へ入り、約3.5km先。あるいは国道46号湖山トンネル手前（仙岩峠の茶屋）から側道を経由して林道へ入り、約2km先。生保内川を渡渉する必要がある。

## 隣の施設
東日本旅客鉄道（JR東日本）
■田沢湖線
赤渕駅 - 大地沢信号場 - 志度内信号場 - 田沢湖駅